# Transmissionslinje
En transmissionslinje er det materielle medium eller struktur, som former hele eller en del af en sti fra ét sted til ét andet til at lede energioverførslen - fx elektromagnetiske bølger eller akustiske bølger – eller elektrisk energioverførsel.
En transmissionslinjes dele kan f.eks. være elektriske ledninger, koaksialkabler, dielektriske stykker, lysledere, fotoniske fibre og bølgeledere.

## Historie
Matematisk analyse af den elektriske transmissionslinjes opførsel voksede ud af arbejdet af James Clerk Maxwell, Lord Kelvin og Oliver Heaviside. I 1855 formulerede Lord Kelvin en diffusionsmodel af den elektriske strøm i et søkabel. Modellen forudsagde den dårlige ydelse af det transatlatiske søtelegrafkabel fra 1858. I 1885 offentliggjorde Heaviside den første artikel, der beskriver hans udbredelsesanalyse i kabler og den moderne form af telegrafligningerne.

## Hvornår transmissionslinje?
I mange elektriske kredsløb behøver man ikke at tage højde for længden af ledningerne som forbinder komponenterne. På et givent tidspunkt kan strømmen, og spændingen til et stelplan eller stelpunkt, antages at være den samme på alle punkter på lederen. Men når ændringen af strømmen og/eller spændingen i et givent tidsinterval, er sammenlignelig med tiden det tager for signalet at rejse ned ad ledningen, vil længden være betydende og ledningen skal behandles som en transmissionslinje.
Formuleret på en anden måde; længden af ledningen er vigtig, når signalet inklusive harmoniske frekvenser med korresponderende bølgelængder, er sammenlignelige med – eller er mindre end længden af ledningen.
En tommelfingerregel er, at kablet eller ledningen skal behandles som en transmissionslinje, når længden er længere end en 1/10 af bølgelængden. Ved denne længde bliver faseforsinkelsen og interferensen med eventuelle refleksioner på transmissionslinjen, betydende og kan lede til utilsigtet opførsel i systemer, som ikke er omhyggeligt designet med anvendt transmissionslinjeteori.

## Balancerede og ubalancerede transmissionslinjer
Balancerede elektriske transmissionslinjer har signal på begge ledere, det ene signal i fase og det andet i modfase i forhold til stel eller jord - mens ubalancerede elektriske transmissionslinjer har den ene leder (skærmen) forbundet til stel eller jord i den ene eller begge ender.
Typisk formidles ubalancerede elektriske signaler via koaksialkabler, hvor stellederen (yderlederen) helt omslutter signallederen (inderlederen). Formålet med denne omslutning er både at holde formidlede signaler inde i transmissionslinjen - og hindre udefra kommende signaler at overlejre de formidlede signaler.